# Pseudostrongylosoma sjoestedti
Pseudostrongylosoma sjoestedti är en mångfotingart som beskrevs av Karl Wilhelm Verhoeff 1924. Pseudostrongylosoma sjoestedti ingår i släktet Pseudostrongylosoma och familjen orangeridubbelfotingar. Inga underarter finns listade i Catalogue of Life.